# Faramerz Dabhoiwala
Faramerz Noshir Dabhoiwala (nacido en 1969)  es un historiador e investigador principal en la Universidad de Princeton, donde enseña y escribe sobre la historia social, la historia cultural y la historia intelectual del mundo de habla inglesa, desde la Edad Media hasta la actualidad.

## Educación
Estudió en Ámsterdam, la Universidad de York, y la Universidad de Oxford. Allí obtuvo el título de Doctor en Filosofía en 1995; su tesis versó sobre la prostitución en Londres en los siglos XVII y XVIII.

## Carrera
Antes de trasladarse a Princeton, fue miembro del cuerpo docente de la Universidad de Oxford, donde posee becas vitalicias del All Souls College, Oxford y del Exeter College, Oxford.
Su libro de 2012, The Origins of Sex: A History of the First Sexual Revolution, examina la primera revolución sexual y la historia de la sexualidad humana. Fue el libro del año en The Economist.

## Vida personal
Dabhoiwala es un parsi. Tiene cuatro hijos, dos con su pareja, la astrofísica Jo Dunkley. Es profesora en Princeton. 